# Diócesis de Verden
La diócesis de Verden (en latín: Dioecesis Verdensis o Fardensis y en alemán: Bistum Verden) fue una circunscripción eclesiástica de la Iglesia católica en Alemania. Se trataba de una diócesis latina, sufragánea de la arquidiócesis de Maguncia. Fue suprimida el 2 de noviembre de 1631. Además de su función episcopal, los obispos de Verden tenían poder temporal, ya que Verden era un principado eclesiástico dentro del Sacro Imperio Romano Germánico, el principado episcopal de Verden.

## Territorio y organización
La diócesis extendía su jurisdicción sobre los fieles católicos de rito latino residentes en parte del actual estado de Baja Sajonia. Estaba incluida entre las diócesis de Ratzeburg, de Havelberg, de Halberstadt, de Hildesheim, de Minden y de Bremen-Hamburgo.
La sede de la diócesis se encontraba en la ciudad de Verden, en donde se halla la Catedral de Santa María y Santa Cecilia, que desde 1648 es luterana y hoy pertenece a la Iglesia evangélica luterana de Hanover, afiliada a la Iglesia evangélica en Alemania. Después de 1195, con el establecimiento del principado eclesiástico, los obispos trasladaron su residencia a Rotemburgo del Wümme, mientras que la catedral y el cabildo de canónigos permanecieron en Verden.

## Historia
La diócesis fue erigida en el año 786.
Los tres primeros obispos, Patto, Tanko y Haruth, fueron también abades de la abadía benedictina de Neustadt am Main y de la abadía de Amorbach. La mayoría de estos obispos fueron elegidos entre los monjes de la abadía imperial de Corvey. A finales del siglo X el obispo recibió posesiones seculares en la región de Sturmigau de su territorio diocesano, que Tammo von Verden separó de Sajonia como territorio espiritual del obispado de Verden cuando el Ducado de Sajonia se dividió en 1180, convirtiéndose así en el primer príncipe-obispo en ganar su sede episcopal. Su sucesor, Rudolf von Verden, consiguió la diócesis en 1195 a través de su castillo en Rotenburg an der Wümme. Mientras que el territorio diocesano del obispado pertenecía al Círculo de Baja Renania-Westfalia, el territorio diocesano restante pertenecía predominantemente al Principado de Luneburgo y aproximadamente el 10% al Arzobispado y Ducado de Bremen (3ª milla de Altes Land y Buxtehude con su interior) y, por lo tanto, era parte del Círculo de Baja Sajonia. Una parte más pequeña del territorio diocesano en Altmark (por ejemplo, Arendsee ) pertenecía al Círculo de Alta Sajonia.
Poco después de 1560 el obispo Jorge de Brunswick-Wolfenbüttel, que había llegado al poder bajo reglas enteramente católicas, introdujo el orden eclesiástico luterano. A partir de 1567 el cabildo catedralicio fue predominantemente luterano. Los siguientes seis obispos elegidos de la diócesis de Verden actuaron como obispos sin reconocimiento papal y también gobernaron la diócesis con el título de príncipe-obispo. 
El representante del obispo luterano (el futuro Federico III de Dinamarca, entonces príncipe) fue expulsado el 26 de mayo de 1629 de la Liga Católica tras el Edicto de Restitución luego de la Guerra de los Treinta Años. Fue sucedido por el católico Franz Wilhelm von Wartenberg, quien sin embargo fue depuesto y expulsado en 1631, cuando la diócesis fue ocupada por conquistadores suecos. De esta forma terminó la jerarquía católica de Verden.
Los obispos luteranos siguieron su ejemplo hasta que, con la Paz de Westfalia en 1648, la diócesis fue abolida y el principado eclesiástico fue secularizado, convirtiéndose en el Ducado de Bremen-Verden.

## Episcopologio

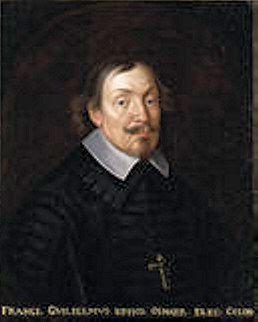
Último obispo católico de Verden, el cardenal Franz Wilhelm von Wartenberg

- Patto † (785-30 de marzo de 788 falleció)
- Tanko † (788-16 de diciembre de 808 falleció)
- Haruth † (circa 808-15 de julio de 830 falleció)
- Haligad † (agosto de 830-21 de enero de 841 falleció)
- Walter † (mayo de 841-7 de septiembre circa 865 falleció)
- Herluf † (circa 865-10 de mayo de 874 falleció)
- Wigbert † (antes del 4 de marzo de 875-8 de septiembre de 908 falleció)
- Bernhard † (908-20 de octubre de 913 falleció)
- Adalward † (916-27 de octubre de 933 falleció)
- Amelung de Sajonia † (933-5 de mayo de 962 falleció)
- Bruno de Sajonia † (962-7 de marzo de 976 falleció)
- Erp † (mayo de 976-19 de febrero de 993 falleció)
- Bernhard † (diciembre de 993-25 de julio de 1014 falleció)
- Wigger † (1 de septiembre de 1014-16 de agosto de 1031 falleció)
- Dietmar † (octubre de 1031-26 de junio de 1034 falleció)
- Bruno II de Walbeck † (julio de 1034-20 de agosto de 1049 falleció)
- Siegbert † (1049-9 de octubre de 1060 falleció)
- Richbert † (1060-29 de noviembre de 1084 falleció)
- Hartwig † (antes de abril de 1085-14 de octubre de 1097 falleció)
- Mazo † (1097-24 de octubre de 1116 falleció)
- Dietmar † (1116-23 de septiembre de 1148 falleció)
- Hermann † (1149-11 de agosto de 1167 falleció)
- Hugo † (1167-1 de marzo de 1180 falleció)
- Tammo † (1180-7 de diciembre de 1188 falleció)
- Rudolf † (1189-29 de mayo de 1205 falleció)
- Iso von Wölpe † (1205-5 de agosto de 1231 falleció)
- Luder von Borch † (1231-28 de junio de 1251 falleció)
- Gerhard von Hoya † (1251-4 de mayo de 1269 falleció)
- Konrad von Braunschweig-Lüneburg † (30 de agosto de 1275-15 de septiembre de 1300 falleció)
- Friedrich von Honstädt † (1300-9 de enero de 1312 falleció)
- Nikolaus von Kesselhut † (1312-11 de febrero de 1331 falleció)
- Johannes Hake (Westerhold) † (27 de marzo de 1331-10 de octubre de 1341 nombrado obispo de Frisinga)
  - Johannes Hake (Westerhold) † (10 de octubre de 1341-25 de junio de 1342 renunció) (administrador apostólico)
- Daniel von Wichtrich, O.Carm. † (27 de noviembre de 1342-7 de marzo de 1364 falleció)
- Gerhard von Berg † (27 de mayo de 1364-20 de agosto de 1365 nombrado obispo de Hildesheim)
- Rudolf Rühle † (20 de agosto de 1365-3 de julio de 1368 falleció)
- Heinrich von Langeln † (8 de enero de 1369-23 de enero de 1381 falleció)
- Johann von Zesterfleth † (1381-11 de diciembre de 1388 falleció)
- Otto von Braunschweig-Lüneburg † (5 de mayo de 1389-2 de octubre de 1395 nombrado arzobispo de Bremen)
- Dietrich von Niem † (31 de julio de 1396-1398 renunció)
- Konrad von Soltau † (8 de agosto de 1399-11 de enero de 1407 falleció)
- Ulrich von Albeck † (12 de agosto de 1407-1409 depuesto)
- Heinrich von Hoya † (2 de septiembre de 1409-1426 renunció)
- Johannes von Asel † (22 de mayo de 1426-1470 renunció)
- Berthold von Landsberg † (19 de mayo de 1470-4 de mayo de 1502 falleció)
- Christoph von Braunschweig-Lüneburg † (7 de junio de 1503-4 de diciembre de 1511 nombrado arzobispo de Bremen)
  - Christoph von Braunschweig-Lüneburg † (4 de diciembre de 1511-22 de enero de 1558 falleció) (administrador apostólico)
  - Georg von Braunschweig-Lüneburg † (14 de febrero de 1561-4 de diciembre de 1566 falleció) (administrador apostólico)
  - Obispos luteranos (1566-1630)
- Franz Wilhelm von Wartenberg † (26 de enero de 1630-1631 expulsado)